# 493년

## 연호
- 남제(南齊) 영명(永明) 11년
- 북위(北魏) 태화(太和) 17년

## 기년
- 남제(南齊) 무제(武帝) 11년
- 북위(北魏) 효문제(孝文帝) 23년
- 신라(新羅) 소지 마립간(炤知麻立干) 15년
- 고구려(高句麗) 문자명왕(文咨明王) 3년
- 백제(百濟) 동성왕(東城王) 15년

## 사건
- 테오도릭 대왕의 동고트족이 라벤나를 점령하고 오도아케르를 멸망시키다.

## 사망
- 오도아케르, 서로마 제국을 멸망시킨 게르만 장수